# 藤井一男
藤井 一男（ふじい かずお、1959年5月3日 - ）は、日本のお笑いタレント、俳優、演出家。
山口県出身。血液型はA型。山口県立水産高等学校卒業。

## 来歴・人物
高校生時代はラグビー部で、全国大会に出場したことがある。乙種一等機関士、危険物取扱者の各免許を持つ。
またプロボクサーとして6回戦の経験がある。
1980年に上京し、劇団青年座研究所に入所。1984年に越川大介とコントグループ「ちびっこギャング」を結成。結成10周年の1994年にちびっこギャングを解散。活動時の所属事務所は田辺エージェンシーおよびケイダッシュ。
解散後、劇団「Goody-Goody」を主宰し、多数公演活動をする。第1回池袋演劇祭にて受賞経験あり。
またトラック運転手や漫画家笑太郎のアシスタントの仕事も行っていた。
2004年、お笑いを盛り上げるため新潟県に移住し、新潟お笑い集団NAMARAエンターテインメントにタレント提携として所属。

## 出演作品

### テレビドラマ
- あきれた刑事
- おヒマなら来てよネ!
- 月曜ドラマランド（フジテレビ）

### バラエティ
- こちら音楽部レギュラー出演　（日本テレビ）
- アイドル花組おとこ組　（日本テレビ）
- カックラキン大放送レギュラー出演　（日本テレビ）
- 夕やけニャンニャンレギュラー出演　（フジテレビ）
- オールナイトフジレギュラー出演　（フジテレビ）
- 笑っていいとも！レギュラー出演　（フジテレビ）
- どうも、ありがとう！レギュラー出演　（TBSテレビ）

その他、レギュラー出演以外にも多数出演。

### ラジオ
- 文化放送「ちびっこギャングのお遊びジョーズ」「ちびっこギャングのスポーツ遊ing」
- BSNラジオ「ポプきん」「藤井一男のバナキャッチ」

### 映画
- LOPONIKA「ひぃふぅみぃ」

### CM
- 不二家スナック菓子「ドリトス」